# Yoon Hye-young
Yoon Hye-Young, född 15 mars 1977, är en kvinnlig idrottare från Sydkorea, som tävlade i olympiska sommarspelen 1996 i Atlanta, där hon tävlade i bågskytte. Hon vann där guldmedaljen i damernas lagdisciplin.